# Abteilung für Migranten und Flüchtlinge
Die Abteilung für Migranten und Flüchtlinge wurde zum 1. Januar 2017 als faktischer Nachfolger des Rates der Seelsorge für die Migranten und Menschen unterwegs gegründet, der am selben Tag mit anderen Päpstlichen Räten zum Dikasterium für den Dienst zugunsten der ganzheitlichen Entwicklung des Menschen zusammengelegt wurde.
Erschrocken von den Bedingungen und der Behandlung der großen Anzahl von Migranten, Flüchtlingen und Opfern von Vertreibung und Menschenhandel, erklärte Papst Franziskus vor einigen Tausend Repräsentanten von Laienbewegungen in der Audienzhalle am 5. November 2016: „In dem Dikasterium [für den Dienst zur Förderung der ganzheitlichen Entwicklung des Menschen], dem Kardinal Turkson vorsteht, gibt es eine Abteilung, die sich mit diesen Situationen befasst. Ich habe beschlossen, dass diese Abteilung, zumindest vorläufig, unmittelbar vom Papst abhängen soll, denn hier herrscht eine beschämende Situation, die ich nur mit einem Wort beschrieben kann, das mir auf Lampedusa spontan in den Sinn kam: Schande.“ Mitte Dezember ernannte er den kanadischen Jesuiten Michael Czerny und den Italienischen Scalabrinianer Fabio Baggio zu Untersekretären des Dikasteriums, um sich „besonders für die Sorge um Migranten und Flüchtlinge einzusetzen.“
Die Aufgabe der Abteilung für Migranten und Flüchtlinge besteht vorrangig darin, die Kirche – lokal, regional und international – dabei zu unterstützen, Menschen in den verschiedenen Stufen der Migration zu begleiten, besonders jene, die auf die eine oder andere Weise gezwungen sind, wegzuziehen oder zu fliehen. Die Sorge der Abteilung soll sich auf diejenigen, welche zur Migration gezwungen wurden, richten: Asylsuchende, Flüchtlinge, international vertriebene Menschen sowie andere internationale und interne Migranten. Das besondere Augenmerk liegt auf Migranten, die Not und Leid in den Herkunfts-, Ankunfts- oder Transitländern erfahren, wie zum Beispiel Menschen, die aufgrund von Konflikten, Verfolgungen oder humanitärer Katastrophen (sowohl Naturkatastrophen, als auch von Menschen verursachte Katastrophen) fliehen, Opfer von Menschenhandel, Migranten mit irregulärem Status, ausgebeutete Wanderarbeiter und ungeschützte Migranten wie Frauen, Jugendliche und Kinder.